# 変形性股関節症
変形性股関節症（へんけいせいこかんせつしょう、osteoarthritis of hip）は、関節軟骨の変性・磨耗によって、近傍の骨の変形・破壊や関節滑膜の炎症が起き、疼痛や運動障害からADL障害をきたす股関節疾患である。

## 概要
本症は明らかな先行する基礎疾患を有さない一次性股関節症と、例えば先天性股関節脱臼や形成不全、あるいは外傷や炎症の結果惹起される二次性股関節症に大別することができる。
日本では発育性股関節形成不全や臼蓋形成不全などに続発する二次性のものが多い。一次性股関節症とされてきたものの中にも軽微な形態異常(大腿骨寛骨臼インピンジメント)に由来するものがあると考えられている。
骨形態異常以外の危険因子として重量物作業が知られている。
国内における発症年齢の平均は40～50歳。海外の診断基準を用いた場合の有病率は1.0～2.4%とされる。

## 診断
世界的にも国内においてもコンセンサスの得られている明確な診断基準は存在していない。
国内においては、日本整形外科学学会によるX線学的な病期分類が診断基準を兼ねている側面がある。
- 前股関節症：関節裂隙の軽度の不適合、骨梁配列の変化、先天性ないし後天性の形態変化を有する。
- 初期：関節面の不適合・部分的な関節裂隙狭小化、寛骨臼の骨硬化、軽度の骨棘形成を認める。
- 進行期：関節面の不適合・軟骨下骨質の部分的な接触、寛骨臼の骨硬化や骨嚢胞、骨棘形成や寛骨臼底の増殖性変化を認める。
- 末期：荷重部関節裂隙の広範な消失、広範な骨硬化や巨大骨嚢胞、著明な骨棘形成(およびこれによる臼底の二重像)や寛骨臼の破壊を認める。

関節裂隙狭小化や骨棘形成・骨嚢胞形成の評価においてはCTやMRIによる検査も有効。
また、国内では股関節の形態異常から二次的に生じるものが多いため、形態異常を把握するにあたってCE角・Sharp角らの測定がなされる。
鑑別疾患としては、股関節疾患として大腿骨頭壊死症・関節リウマチ・感染・骨折などが、また疼痛を生じるその他の疾患として腰椎・膝関節疾患や閉塞性動脈疾患が挙げられる。

## 治療
保存療法と手術療法の2つの方法がある。患者教育、運動療法、鎮痛薬投与、装具装着などの保存療法で効果がない場合は、手術療法が選択される。
手術療法としては、関節の適合性を改善する骨切り術と、股関節そのものを人工のものに置き換える人工関節置換術がある。人工股関節の耐用年数は10～20年であり、若年者では待機的に骨切り術を行ったのち人工関節に移行することが多い。